# Koftjalk

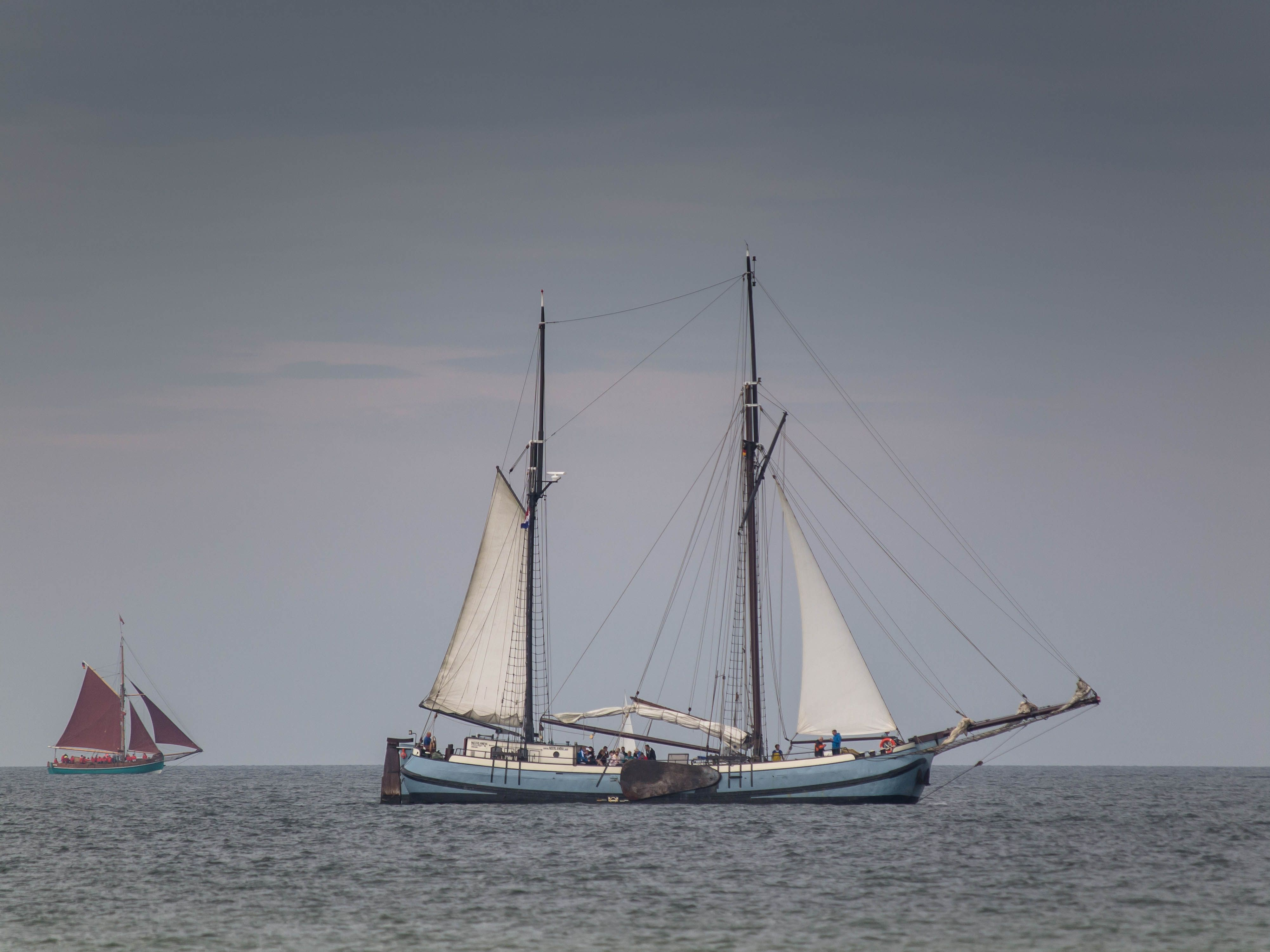
koftjalk "Neerlandia"

Een koftjalk is een in Groningen gebouwde tjalk voor de Wadden- en Sontvaart, die echter een scherp (S-vormig) achter-onderwaterschip heeft en een smallere en hogere kielplank. Kenmerkend is de voorsteven die als een schoenersteven naar voren uitgebouwd is en de kluiverboom die in het midden over de steven ligt. Bij andere tjalkensoorten ligt de kluiverboom of boegspriet naast het midden.
De twee grootste nog varende koftjalken ter wereld zijn de Schuttevaer en de Engelina. De Schuttevaer is rond 1993 verbouwd als dagtochtenschip en vaart nu nog vanuit de haven van Enkhuizen. De Engelina is in Duitse handen en heeft een zevental kooien voor in totaal maximaal 20 slaapplekken.